# Maridi
Maridi là một thị trấn ở bang Tây Equatoria, Nam Sudan.

## Lịch sử
Vào tháng 9 năm 2015, một xe tải chở dầu đã phát nổ trên con đường cách Maridi khoảng 20 km, giết chết hơn 170 người. Chiếc xe đã đi chệch đường và bị lật. Người dân địa phương đã tiếp cận chiếc xe tải để hút xăng khi nó phát nổ. Những người bị thương đã được đưa đến bệnh viện dân sự Maridi và phòng khám sức khỏe Olo gần đó, theo Đài phát thanh Tamazuj.

## Địa lý
Thị trấn Maridi nằm gần biên giới giữa Nam Sudan và Cộng hòa Dân chủ Congo. Vị trí này cách thủ đô Juba khoảng 295 km (183 mi) về phía tây.

## Nhân khẩu
Vào năm 2011, dân số của Maridi được ước tính vào khoảng 18.000 người. Các dân tộc sống trong vùng này là Azande, Baka, Mundu, Muro Kodo và Avukaya.

## Giao thông
Thị trấn có sân bay Maridi. Sân bay nằm ở độ cao 700 mét (2.300 ft) trên mực nước biển với một đường băng chưa trải nhựa. Các con đường đất đến và đi từ Maridi đã được cải tạo lại.